# 加利莱奥·费拉里斯
加利莱奥·费拉里斯（義大利語：Galileo Ferraris，1847年10月31日—1897年2月7日），意大利物理学家、电气工程师，簡稱為“费拉里斯”。因他在交流电方面的工作和1885年发现的旋转磁场而獲知名度，并经由他的发现而发明交流電動機。

## 生平
1847年10月31日，加利莱奥·费拉里斯生于意大利北部的利沃爾諾費拉里斯，在家中排行第四，父亲是位药剂师。10岁时，费拉里斯搬入都灵的叔叔家里，他的叔叔是位医生，他教授輔導费拉里斯在科学方面的知識。後來，加利莱奥在都靈大學就讀了三年，并於应用学校（Application School-Scuola d'Applicazione)学习两年，于1869年畢業获得工程师学位，他的毕业论文是《关于均匀导体中电的传播》（On Propagation of Electricity In Homogenous Solids）。
1870年起，费拉里斯擔任在「都灵皇家工业博物馆」（Royal Industrial Museum of Turin）任職的Codazza教授的助理，1872年起成为都灵大学物理、数学、自然科学博士。1877年起，费拉里斯擔任「都灵皇家应用学院」（Royal Application School of Turin）的工业物理学教师，同時身兼「战争学院」的通用物理教授。1878年11月1日起，他成為「都灵应用工程学院」（Application School of Engineering of Turin）的教授。
至1881年，费拉里斯代表意大利政府出席在巴黎举办的「国际电气博览会」，並於隔年出席在巴黎举办的「电气单位标准会议」；1883年，加利莱奥再次代表意大利出席在维也纳举办的的电气博览会，同年開始擔任国际电气博览会都灵分会主席。1884年到1885年，他進行变压器运行理论的试验研究，並於1885年发现旋转磁场，成功建立时称「费拉里斯电动机」的「两相感应电动机」实验室模型。
1888年12月16日起，费拉里斯出任都灵工业博物馆电工技术实验室主席，並於同年提出实验报告，对旋转磁场領域作出嚴謹的科学探討，为以后开发异步电动机、自起动电动机奠定基础。费拉里斯相信自己所提出的旋转磁场理论以及所开发的新产品在科学上的价值远超过物质上的价值，因此他有意不为自己的发明申请专利，而是在实验室向公众發表演示这些最新研究成果，他还倡导使用交流电系统。
1893年，费拉里斯擔任芝加哥电气博览会副主席，此次会议決議采纳「亨利」、「焦耳」和「瓦特」等为正式单位。1896年夏季，他代表意大利出席日内瓦会议，並於同年12月成為位于米兰的「意大利电工协会」创始人之一，並於隔年起出任「意大利计量委员会」主席。1897年2月7日，费拉里斯逝世于都灵。